# Рихтер, Гвидо Казимирович
Гви́до Казими́рович Ри́хтер (25 июня 1855 — 17 марта 1919) — русский генерал от инфантерии, герой русско-японской войны, начальник 16-й пехотной дивизии.

## Биография
Лютеранин. Из дворян.
Окончил Константиновский межевой институт (1872) и 3-е военное Александровское училище (1874), выпущен прапорщиком во 2-ю резервную конно-артиллерийскую бригаду.
Чины: подпоручик (за боевые отличия, 1877), поручик (1879), штабс-капитан ГШ (1882), капитан (1884), подполковник (1888), полковник (за отличие, 1892), генерал-майор (за отличие, 1901), генерал-лейтенант (за отличие, 1907).
В конце 1875 года перешел в 18-ю конно-артиллерийскую батарею, в составе которой участвовал в русско-турецкой войне 1877—1878 годов. За боевые отличия был награждён чином подпоручика, орденом Святой Анны 4-й степени с надписью «за храбрость» и орденом Святого Станислава 3-й степени с мечами и бантом.
В 1881 году окончил Николаевскую академию Генерального штаба (по 2-му разряду).
Служил старшим адъютантом штаба 5-го армейского корпуса (1881—1885), состоял для особых поручений при штабе 5-го армейского корпуса (1885—1887). В 1887—1891 годах был начальником строевого отдела Иваногородской крепости, состоял штаб-офицером при управлении 2-й стрелковой бригады (1891—1895). Затем был начальником штаба: 12-й кавалерийской дивизии (1895—1899), Оренбургского казачьего войска (1899—1903) и Ковенской крепости (1903—1904).
В русско-японскую войну состоял в распоряжении командующего 2-й Маньчжурской армией (1904—1905), а затем был назначен начальником штаба 1-го Сводного стрелкового корпуса (1905—1906). За боевые отличия был награждён орденом Святой Анны 1-й степени с мечами и Золотым оружием «За храбрость».
В 1906—1910 годах был начальником штаба Туркестанского военного округа. Состоял почетным казаком станиц: Павловской, Сакмарской, Уйской и Еткульской.
1 мая 1910 года был назначен начальником 16-й пехотной дивизии, с которой вступил в Первую мировую войну. Участвовал в походе в Восточную Пруссию, в бою у Бишофсбурга был ранен в руку. После отстранения генерала Благовещенского несколько дней командовал 6-м армейским корпусом. В 1915 году вышел в отставку с чином генерала от инфантерии.
В 1919 году был убит большевиками. В брюссельском Храме Святого Иова Многострадального есть мемориальная доска под номером 46: «Ген. от Инфантерии фон РИХТЕР Гвидо Казимирович (1855—1919)».
Был женат, имел троих детей, среди которых — Владимир, ротмистр, георгиевский кавалер.

## Награды
- Орден Святой Анны 4-й ст. с надписью «за храбрость» (1877)
- Орден Святого Станислава 3-й ст. с мечами и бантом (1879)
- Орден Святой Анны 3-й ст. (1883)
- Орден Святого Владимира 4-й ст. (1887)
- Орден Святого Станислава 2-й ст. (1892)
- Орден Святой Анны 2-й ст. (1895)
- Орден Святого Владимира 3-й ст. (1899)
- Орден Святого Станислава 1-й ст. (1904)
- Орден Святой Анны 1-й ст. с мечами (1905)
- Золотое оружие «За храбрость» (ВП 26.02.1906)
- Орден Святого Владимира 2-й ст. (1911)